# 黃泥墩水塘
黃泥墩灌溉水塘（英語：Wong Nai Tun Irrigation Reservoir）是香港的一座小型水庫，位於元朗大欖郊野公園內，大欖涌水塘之北。該水塘地處偏僻，人跡罕至，距離元朗楊家村最少有半小時的腳程，沿路可以看到受法例保護的豬籠草。
1960年代，政府為了增加大欖涌水塘供水量而把附近河流截流，引水到大欖涌水塘，使元朗中游以下水量大減，影響農民灌溉，所以當局另闢四個灌溉水塘，黃泥墩水塘便是其一。水塘容量約12萬立方米，為八鄉及十八鄉的農民提供灌溉用水。
2006年11月大欖發生十年來最大型的山火，並蔓延至黃泥墩水塘一帶，大量樹木被焚毀。及後於翌年4月有團體舉辦植樹活動，種植約萬棵樹苗。
水塘附近曾多次有意外發生，2008年3月22日下午之豪雨雷電交加落水天，十一名師生遇山洪暴發而被圍困，無法過橋，幸獲消防隊員拯救。